# Pygiopsylla hilli
Pygiopsylla hilli är en loppart som först beskrevs av Rothschild 1904.  Pygiopsylla hilli ingår i släktet Pygiopsylla och familjen Pygiopsyllidae. Inga underarter finns listade i Catalogue of Life.